# Eleutherodactylus gentryi
Eleutherodactylus gentryi là một loài ếch trong họ Leptodactylidae. Chúng là loài đặc hữu của Ecuador.
Môi trường sống tự nhiên của nó là các khu rừng vùng núi ẩm nhiệt đới hoặc cận nhiệt đới, vùng cây bụi nhiệt đới hoặc cận nhiệt đới vùng đất cao, và đài nguyên. Loài này đang bị đe dọa do mất môi trường sống.